# فولکس‌واگن پولو ام‌کا۵
فولکس‌واگن پولو ام‌کا۵ (انگلیسی: Volkswagen Polo Mk5) نسل پنجم از خودروی سوپرمینی فولکس‌واگن پولو است که توسط فولکس‌واگن در مارس ۲۰۰۹ تولید شده‌است.
پولو مارک ۵، بر اساس پلت فرم PQ25 فولکس‌واگن است که با سیات ایبیزا سال ۲۰۰۸ و آئودی ای۱ مشترک است ساخته شده‌است. طراحی آن توسط یک تیم تحت هدایت والتر دی سیلوا، با الهام از فولکس‌واگن شیراکو ۲۰۰۸ و فولکس‌واگن گلف ام‌کا۶ انجام شده‌است. این خودرو ۷٫۵٪ درصد سبک‌تر از نسل قبلی اش است. این خودرو در نمایشگاه خودرو ژنو ۲۰۰۹ نمایش داده شد.
این خودرو در سال ۲۰۱۰ با پیشی گرفتن از تویوتا آی‌کیو و اوپل آسترا توانست عنوان خودروی سال اروپا را از آن خود کند.